# 苏门答腊兔属
苏门答腊兔（学名：Nesolagus）也称条纹兔，是兔形目兔科下的一属，现存两种：苏门答腊兔（Nesolagus netscheri）和阿纳米兔（Nesolagus timminsi），数量稀少，前者分布于印度尼西亚苏门答腊岛，后者分布于老挝、越南的长山山脉。2007～2008年期间，北京大学广西崇左生物多样性研究基地和中国科学院古脊椎动物与古人类研究所有关人员联合进行地质古生物调查，在广西崇左发现了一件苏门答腊兔下颌骨标本，是亚洲首次发现的苏门答腊兔化石种类，被称为中华苏门答腊兔（Nesolagus sinensis ）。